# Inteligência em mamíferos
Os estudos da inteligência em mamíferos têm demonstrado que tais animais são dotados de um aparato cognitivo capaz de lhes propiciar diversas ações que ser compreendidas como sinais de inteligência.

## Características
Os mamíferos são os animais com os maiores cérebros, sendo a relação entre tamanho cerebral, tamanho corporal e outras variáveis são estudadas entre uma grande gama de espécies.
O tamanho do cérebro aumenta com o tamanho do corpo mas não proporcionalmente. A média em todas as ordens de mamíferos segue a Lei de potência, com o exponente cerca de 0.75 Esta fórmula se aplica ao cérebro de um mamífero médio, mas cada família desvia do padrão, refletindo o nível de sofisticação em seu comportamento. Por exemplo, os primatas têm cérebros de 5 a 10 vezes maior que o indicado pela fórmula. Predadores tendem a ter cérebros maiores. Quando aumenta o tamanho do cérebro de um mamífero, nem todas as partes aumentam na mesma proporção. Quanto maior o cérebro de uma espécie, maior a porção representada pelo córtex.